# Yen taiwanés
El yen taiwanés (en japonés: 圓, Hepburn: en) fue la moneda de Taiwán durante el dominio japonés desde 1895 hasta 1946. Estaba a la par y circulaba junto al yen japonés. El yen se subdividió en 100 sen (錢). Fue reemplazado por el antiguo dólar taiwanés en 1946, que a su vez fue reemplazado por el nuevo dólar taiwanés en 1949.

## Historia
En 1895, como resultado de la Primera guerra sino-japonesa, la dinastía Qing de China cedió Taiwán a Japón en el Tratado de Shimonoseki. El yen japonés se convirtió entonces en la moneda de Taiwán, con distintos billetes denominados yenes y emitidos por el Banco de Taiwán a partir de 1898. Solo se emitieron billetes y monedas.
En 1945, después de la derrota de Japón en la Segunda Guerra Mundial, la República de China asumió la administración de Taiwán, asumió el control del Banco de Taiwán en un año e introdujo el antiguo dólar taiwanés, que reemplazó al yen.

## Billetes
En 1899, el Banco de Taiwán introdujo billetes de 1 y 5 yenes, seguidos de billetes de 50 yenes en 1900 y de 10 yenes en 1901. Los billetes de 100 yenes se introdujeron en 1937 y los de 1000 yenes en 1945. Los últimos billetes emitidos tenían fecha de 1945.

## Monedas
En 1917, se emitió moneda de 5, 10, 20 y 50 sen. Las monedas de 1, 3 y 5 sen se emitieron en 1918. También se emitieron sellos postales de la denominación apropiada fijados en formularios llamados tokubetsu yubin kitte daishi ("tarjetas de sellos postales especiales").